# Брадеруп
Брадеруп (нім. Braderup) — громада в Німеччині, розташована в землі Шлезвіг-Гольштейн. Входить до складу району Північна Фризія. Складова частина об'єднання громад Зюдтондерн.
Площа — 13,35 км2. Населення становить 668 ос. (станом на 31 грудня 2020).

## Галерея

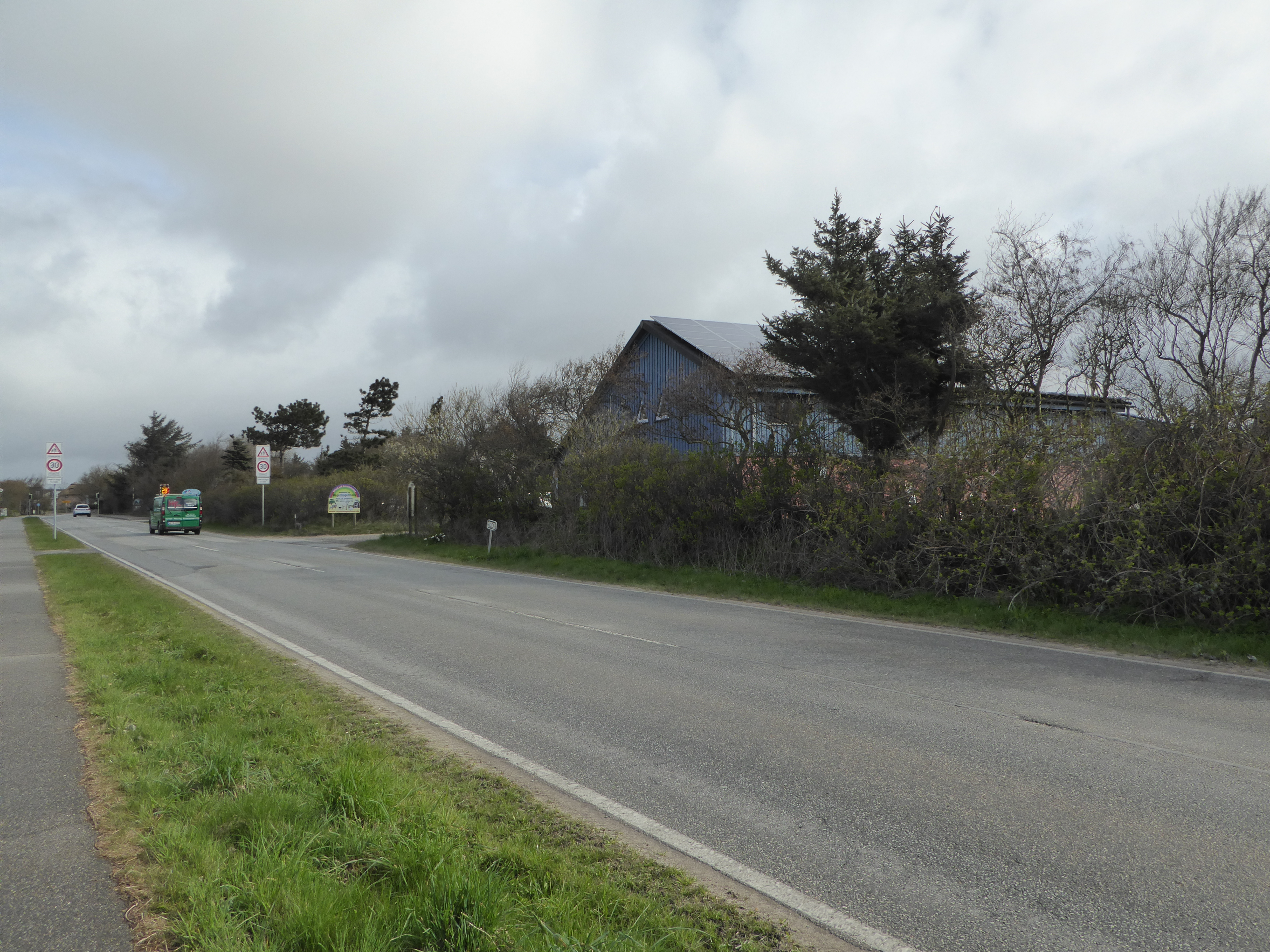
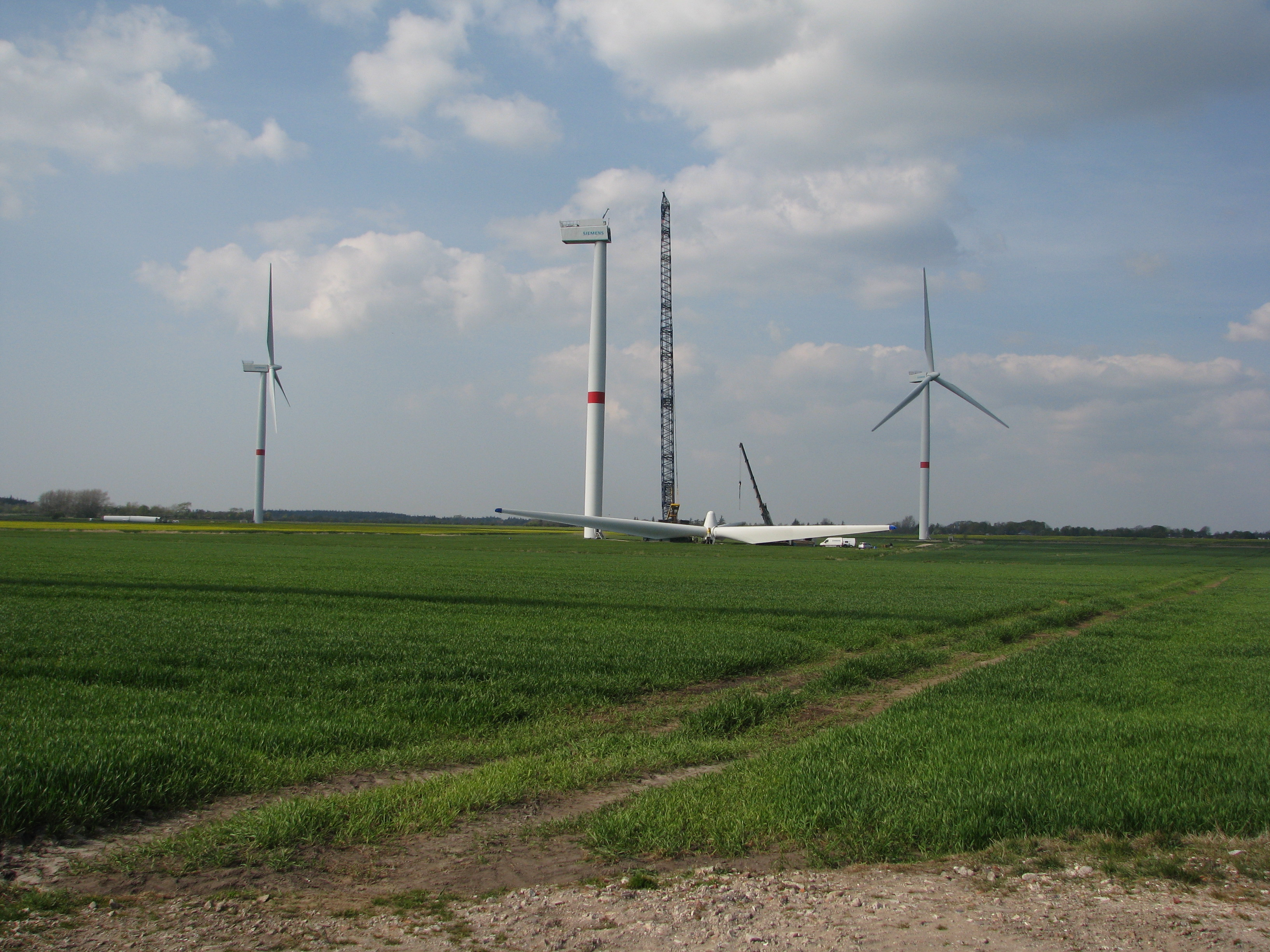